# Valentina Raposo
Pour les articles homonymes, voir Raposo.
Valentina Raposo née le 28 janvier 2003 à Salta, est une joueuse argentine de hockey sur gazon. Elle joue avec l'équipe nationale argentine de hockey sur gazon, remportant la médaille d'argent aux Jeux olympiques d'été de 2020.

## Carrière
En 2021, Raposo a été appelée dans l'équipe nationale féminine senior. Elle était la plus jeune joueuse de l'équipe nationale argentine.